# Prodeinotherium
Prodeinotherium là một đại diện tuyệt chủng của họ Deinotheriidae sinh sống ở châu Phi, châu Âu và châu Á trong Miocen sớm và trung. Prodeinotherium lần đầu tiên được đặt tên vào năm 1930, có nghĩa là "trước quái thú khủng khiếp", nhưng ngay sau đó là loài duy nhất trong nó, P. hungaricum, được đưa vào Deinotherium. Tuy nhiên, rong những năm 1970, hai chi đã một lần nữa tách ra, với Prodeinotherium được chẩn đoán bao gồm Deinotherium bavaricum (= P. Hungaricum), Deinotherium hobleyi, và Deinotherium pentapotamiae, được tách ra dựa trên vị trí địa lý. Ba loài là từ châu Âu, châu Phi và châu Á tương ứng. Tuy nhiên, do sử dụng vài ký tự để phân biệt chúng, có thể đã được chỉ có một loài, P. bavaricum, hoặc nhiều loài hơn, bao gồm cả P. cuvieri, P. orlovii, và P. sinense.